# 馬菲·拿鐵斯
馬菲·拿鐵斯（英語：Matthew "Matt" Le Tissier，1968年10月14日—），英國前足球員，曾入選英格蘭國家隊。他終其一生只效力修咸頓。他司職攻擊中場，打法獨特，有時會被誤會為前鋒。
拿鐵斯姓氏为法语，英文意为「The Weaver」，解作織布者的意思，是英格蘭1990年代最富技巧才華滿溢的天才球員，亦是首位在英格蘭超級聯賽取得 100 個入球的中場球員。拿鐵斯於其職業生涯48次施射十二碼，射進47球，準確度極高。

## 生平
生於海峡群岛根西岛的拿鐵斯，自少已流露出非凡的足球天份。據說少年時代，在其家鄉就有其角球入球的傳聞。
拿鐵斯少時經過牛津聯隊考核後，於1985年5月正式加盟修咸頓。
作為属于英国自治领地海峡群岛的島民，拿鐵斯有權選擇代表英國不同的國家隊出赛，有傳蘇格蘭曾招攬其加入，最終拿鐵斯選擇英格蘭。
拿鐵斯一生效力修咸頓，自1986年至2002年退役。
拿鐵斯左右腳皆純熟，能傳善射，以靈巧的球技、精妙的入球贏盡修咸頓球迷歡心。他常射入讓人叫絕，難以預計的世界級金球。他一記被兩名對方球員緊迫下施射的四十碼金球，被獲選為英超成立以來的第二金球。
當修咸頓在1990年代於英超浮沉之際，正正靠拿鐵斯單天保至尊，也因此被修咸頓球迷冠以「神」（Le God）的美譽。他熱愛修咸頓，曾拒絕許多大球會如曼聯、利物浦等的邀請。原來1991年拿鐵斯已被同意售予热刺，然而他拒絕了熱刺的合約，並留守在修咸頓。其對球會的忠誠，在世界球壇相當少見。

## 榮譽
修咸頓的官方贊助商，廉價航空公司弗萊比航空將一架航機以拿鐵斯的名字命名，是繼佐治·貝斯後第二名球員獲航機命名的榮譽。

## 争议

### 发表亲俄阴谋论
2022年3月5日俄罗斯入侵乌克兰期间，勒蒂希尔因散布有关俄罗斯在布恰大屠杀的阴谋论而受到球迷的猛烈抨击。勒蒂希尔因在社交媒体上暗示媒体对东欧正在发生的恐怖事件「撒谎」，并转发了一个阴谋论，暗示媒体伪造了关于「大屠杀」、「新冠病毒」和「亨特·拜登笔记本电脑」的说法，引起其球迷和一些网络用户的不满。在发布推文仅几个小时后，勒蒂希尔就将其推文删除。